# کولینان
کولینان (انگلیسی: The Cullinan) ساختمان مسکونی ۶۸ طبقه مستقر در شهر کاولون، هنگ کنگ است، که در سال ۲۰۰۹ احداث گردید.